# Groupe des cinq petits
Le Groupe des cinq petits (Small Five Group ou S-5 en anglais) est un groupe de cinq petits États membres des Nations unies et qui s'efforcent d'améliorer les méthodes de travail du Conseil de sécurité de l'ONU. Son objectif principal est d'accroître la transparence, la responsabilité et l'accès aux non-membres du Conseil.

## Membres
Le Groupe S-5 est composé de cinq petits États :
- Costa Rica
- Jordanie
- Liechtenstein
- Singapour
- Suisse

## Contexte
Depuis le début des années 1990, les méthodes de travail du Conseil de sécurité sont une source de préoccupation pour l'ensemble des membres de l'ONU. Avec l'augmentation des conflits après l'effondrement de l'Union soviétique, la charge de travail du Conseil a augmenté : en 1988, le Conseil avait adopté 20 résolutions, tandis qu'en 1993, il en avait adopté 93. En tant que principal acteur mondial chargé de promouvoir et de maintenir la paix et la sécurité internationales et principal organe des Nations Unies, le Conseil s'est placé au centre de l'attention avec des critiques cinglantes et des doutes quant à son efficacité. Avec l'augmentation de la charge de travail et l'attention croissante des médias internationaux, de nombreuses réunions ont eu lieu en privé et à huis clos.
L'ensemble des membres de l'ONU ont commencé à s'exprimer davantage sur les pratiques et procédures du Conseil, étant particulièrement préoccupés par les questions de transparence, de participation, de responsabilité et d'efficacité y afférentes,.

## Histoire
Encouragés par les recommandations du Document final du Sommet mondial de 2005, cinq petits États membres des Nations Unies, connus plus tard sous le nom de Groupe S-5, ont commencé à travailler ensemble fin 2005, en vue d'améliorer les méthodes de travail du Conseil de sécurité. Leur objectif principal était d'accroître la participation des États non membres du Conseil de sécurité à ses travaux, de renforcer sa responsabilité envers le reste de l'ONU et d'accroître la transparence de son travail.
En mars 2006, le Groupe S-5 a diffusé un projet de résolution contenant les principales propositions suivantes :
- Amélioration des relations entre l'Assemblée générale et le Conseil de sécurité ;
- Consultations régulières et opportunes entre membres et non-membres ;
- Discussions informelles et interactives sur le rapport annuel du Conseil de sécurité avec les membres de l'Assemblée générale ;
- Restrictions au veto dans les cas de génocides, de crimes contre l'humanité et de violations graves du droit international humanitaire
- Meilleure interaction entre le Conseil et les pays contributeurs de troupes ;
- Meilleure intégration des nouveaux membres du Conseil.

Pour des raisons stratégiques, la résolution n'a jamais été soumise au vote. Cependant, en 2006, le Conseil de sécurité a adopté la note présidentielle S/2006/507, largement inspirée des appels du Groupe S-5 et contenant un certain nombre de mesures visant à améliorer les méthodes de travail du Conseil. Néanmoins, la note n’est pas devenue partie intégrante de la procédure opérationnelle standard du Conseil de sécurité.